# Instituto Federal da Bahia
Univerzita Bahia (Universidade Federal da Bahia, zkratka UFBA) je jednou z nejvýznamnějších vysokých škol v Brazílii. Sídlí v brazilském státě Bahia. Na univerzitě studuje přibližně 	8 874 studentů.